# Ляйтгеб, Альмут
Альмут Ляйтгеб (нем. Almuth Leitgeb; род. 24 июня 1968) — австрийская спортсменка, борец вольного стиля, призёрка чемпионатов мира и Европы.

## Биография
Родилась в 1968 году. В 1995 году заняла 4-е место на чемпионате мира. В 1996 году стала серебряной призёркой чемпионатов мира и Европы. В 1997 году заняла 10-е место на чемпионате мира, и 7-е — на чемпионате Европы.